# The Thirteen Problems
The Thirteen Problems (Os treze problemas, no Brasil / Os Treze Enigmas, em Portugal) é um livro de Agatha Christie composto por treze contos, publicado em 1933.

## Enredo
Em uma cidadezinha como Saint Mary Mead nunca acontece nada de interessante, mas Miss Marple acha que este é o cenário ideal para conhecer a natureza humana. Em duas reuniões de que participa, uma na sua própria casa e outra na casa dos Bantry, sendo em ambas ocasiões um dos convidados Sir Henry Clithering, ex-investigador chefe da Scotland Yard, os participantes se divertem contando casos de crimes e mistérios com o objetivo de fazer os demais adivinharem a solução de cada um dos problemas apresentados.
Em cada uma das reuniões, são narrados seis casos e Miss Marple soluciona todos. Sir Clithering fica impressionado com a capacidade de Miss Marple de conseguir resolver os mais variados mistérios, somente observando e comparando com as situações rotineiras daquela pequena cidadezinha.
Enfim,       em St. Mary Mead uma garota aparentemente comete suicídio, mas Miss Marple não acredita que se trate disso e resolve ajudar o seu amigo, Sir Clithering, a descobrir a verdade.

## Contos que compõem a obra
1. The Tuesday Night Club (O Clube das Terças-Feiras)
2. The Idol House of Astarte (A Casa do Ídolo de Astarte)
3. Ingots of Gold (Os Lingotes de Ouro)
4. The Blood-Stained Pavement (A Calçada Manchada de Sangue)
5. Motive v. Opportunity (Motivo x Oportunidade)
6. The Thumb Mark of St. Peter (A Marca do Polegar de São Pedro)
7. The Blue Geranium (O Gerânio Azul)
8. The Companion (A Dama de Companhia)
9. The Four Suspects (Os Quatro Suspeitos)
10. A Christmas Tragedy (Uma Tragédia de Natal)
11. The Herb of Death (A Erva da Morte)
12. The Affair at the Bungalow (O Caso do Bangalô)
13. Death by Drowning (Morte por Afogamento)